# ازگردتپه
ازگردتپه مربوط به دوران پیش از تاریخ ایران باستان - است و در کردکوی، شمال جاده اصلی کردکوی به بندرگز واقع شده و این اثر در تاریخ ۱۰ بهمن ۱۳۸۳ با شمارهٔ ثبت ۱۱۳۱۵ به‌عنوان یکی از آثار ملی ایران به ثبت رسیده است.